# Maude Charron
Maude Charron (Sainte-Luce, 28 de abril de 1993) é uma halterofilista canadense, campeã olímpica.

## Carreira
Charron conquistou a medalha de ouro nos Jogos Olímpicos de Verão de 2020 em Tóquio, após levantar 236 kg na categoria feminina para pessoas com até 64 kg. Ela ganhou a medalha de prata no arranque no Campeonato Mundial de Halterofilismo de 2017.
Nomeada para sua segunda equipe olímpica canadense para as Olimpíadas de Verão de 2024 em Paris, Charron foi nomeada co-porta-bandeira do Canadá para as cerimônias de abertura, ao lado do velocista Andre De Grasse. Ela ganhou a medalha de prata no evento feminino de 59 kg.